# Chinon industries

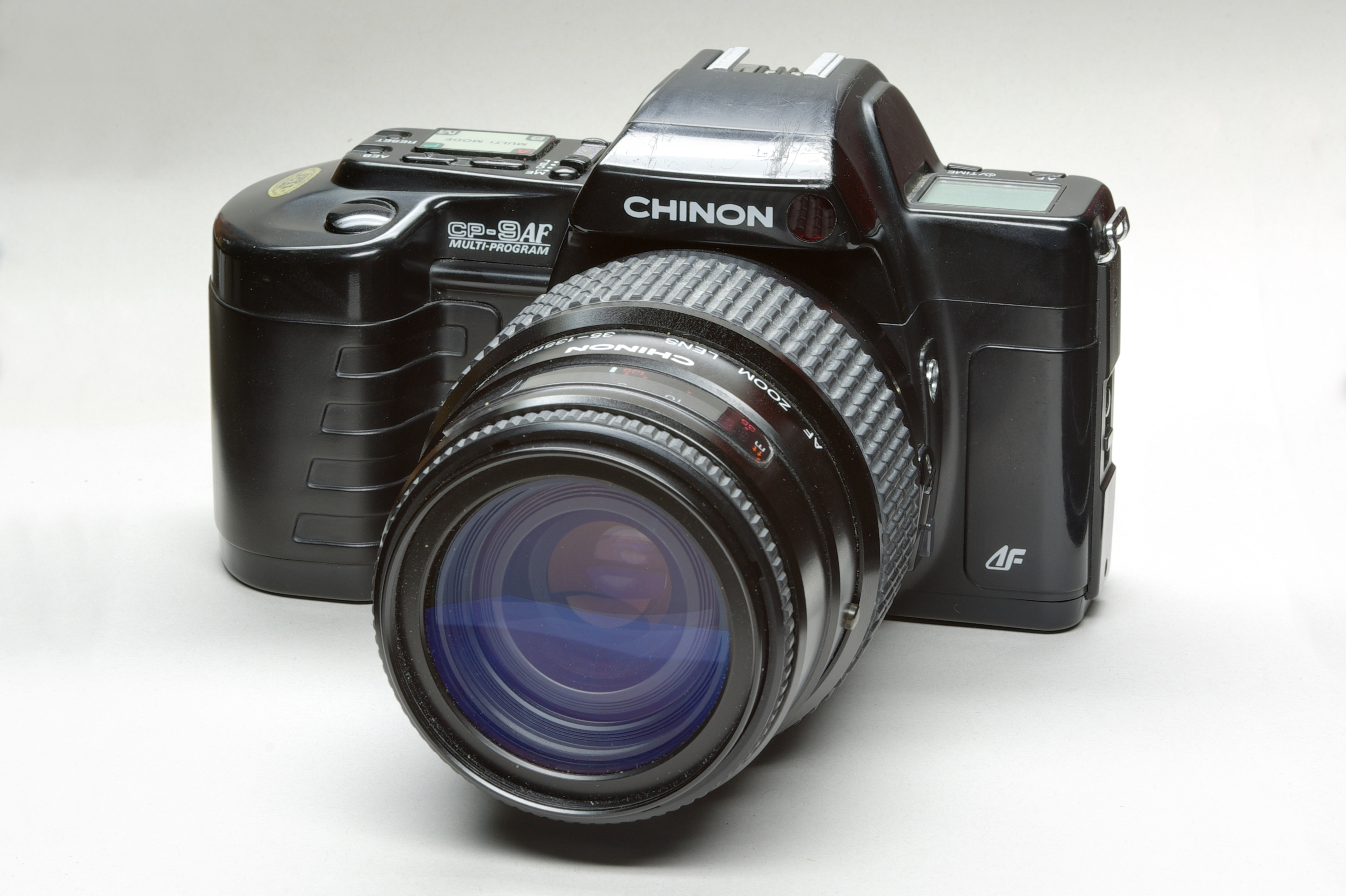
Chinon CP-9 AF med autofokusobjectiv 35 – 135 mm

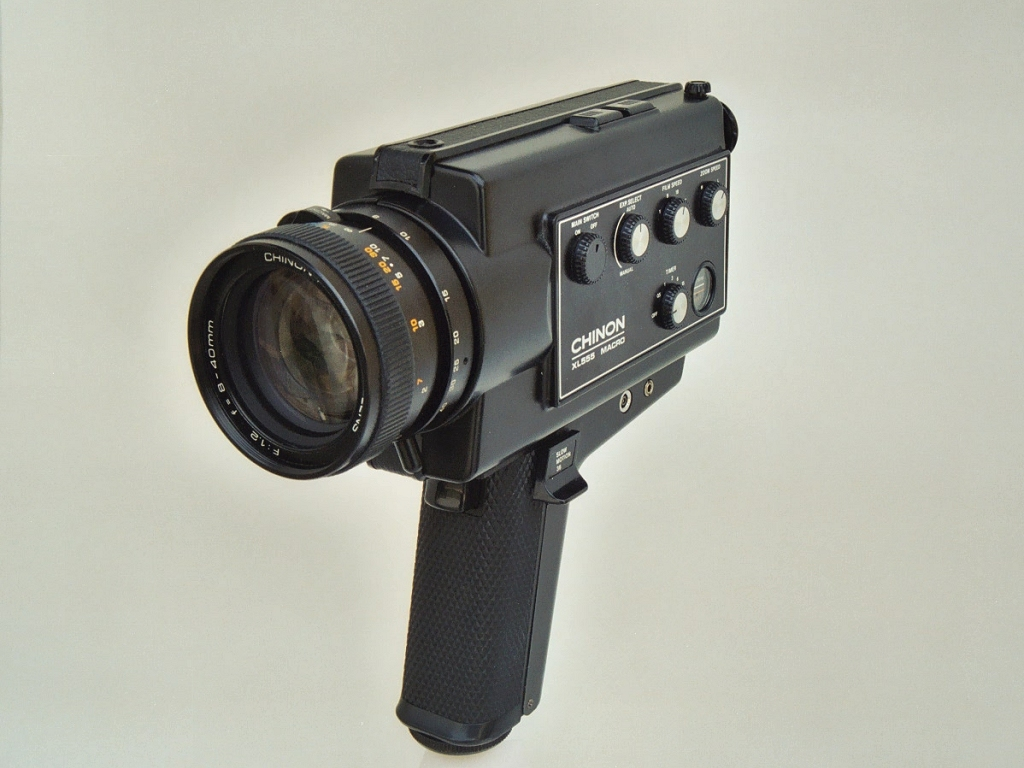
Chinon XL 555 Macro Super-8

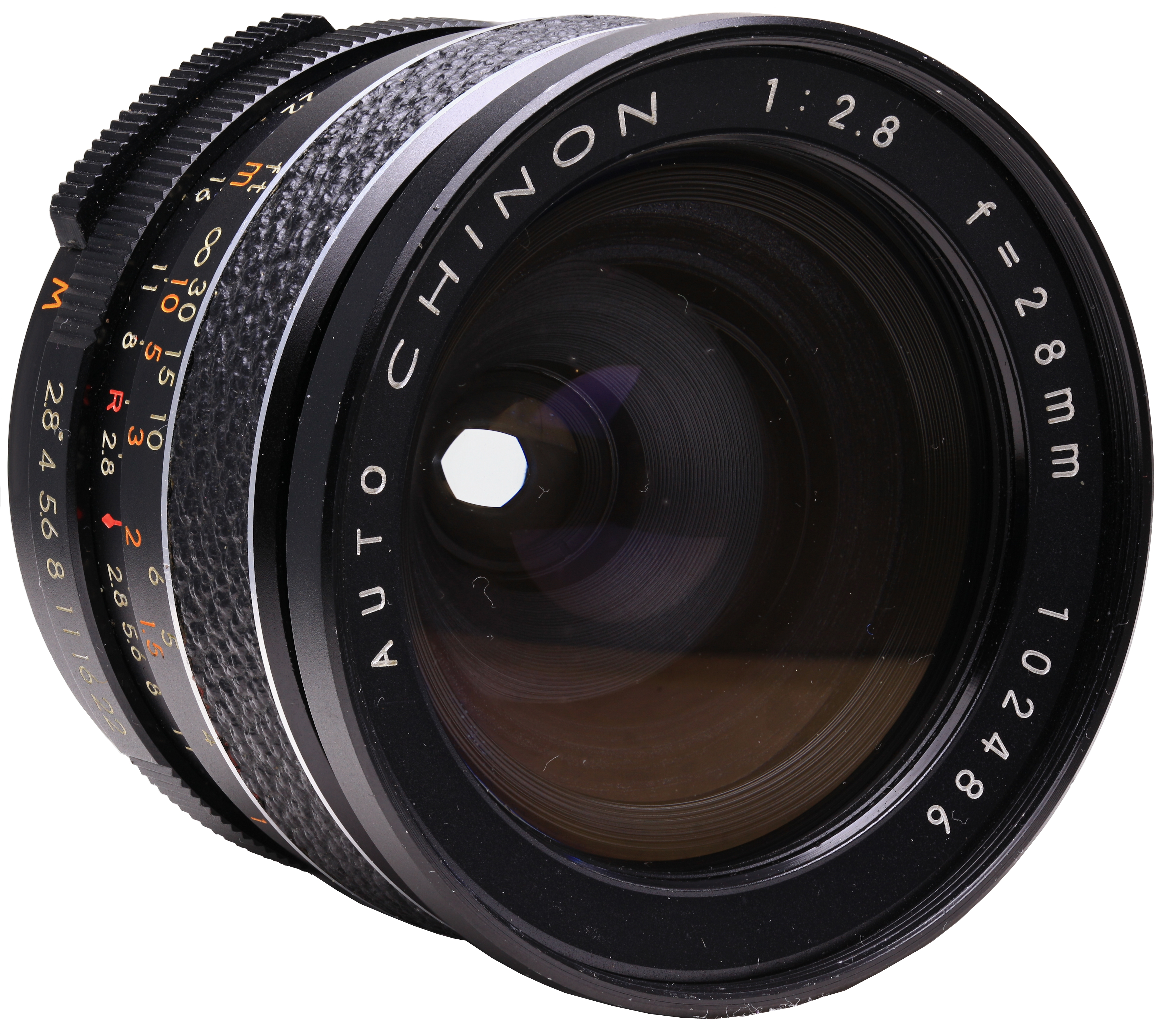
AUTO CHINON 28MM

Chinon industries är en japansk kameratillverkare. Chinon tillverkade systemkameror med M42-gänga, men övergick i slutet på 1970-talet till K-bajonettfattning. Förutom tillverkning under eget namn har Chinon byggt kameror åt andra företag i branschen, både kompaktkameror och systemkameror. Förutom fotoutrustning har Chinon tillverkat datalagringsprodukter som diskettstationer och cd-rom-läsare.
Företaget övertogs 2004 av Kodak under namnet Kodak Digital Product Center, Japan Ltd. men såldes 2006 vidare till Flextronics som döpte om fabriken till Flextronics Digital Design Japan.